# Мезенцев, Владимир Петрович
Владимир Петрович Мезенцев (Мезенцов) (1781/1782 — 1833) — генерал-майор Русской императорской армии, командир 5-й пехотной дивизии во время Отечественной войны 1812 года.

## Биография
Происходил из дворянского рода Мезенцовых. Отец — Генерал-поручик Петр Фёдорович Мезенцов, мать — Елизавета Алексеевна, урождённая Пустошкина. Родился 22 декабря; «Родословный сборник русских дворянских фамилий» Руммеля и Голубцова указывает годом рождения 1779-й, а местом рождения Варшаву; Петербургский некрополь годом рождения называет 1781-й.
В годовалом возрасте был записан в Преображенский лейб-гвардии полк подпрапорщиком. В 15 лет получил чин прапорщика. Прошёл службу Преображенском лейб-гвардии полку от подпрапорщика до полковника. В 1802 году назначен инспекторским адъютантом к генералу от инфантерии графу Н. А. Татищеву.
Во время русско-австро-французской войны, в августе 1805 года переведён в действующую армию направленную на соединение с австрийцами, и был назначен вначале в Новгородский мушкетёрский полк, а вскоре — в Нарвский мушкетёрский полк. Принимал участие в Сражении при Кремсе и в битве при Аустерлице, где Нарвский мушкетёрский полк понёс значительные потери. Сам Мезенцов получил ранение в голову и попал в плен, в котором пробыл более двух лет.

Вернувшись в Россию в начале 1808 года продолжил службу в армии: в Азовском полку. В июле 1808 года назначен командиром Минского мушкетёрского полка, но уже через несколько дней — шефом Пермского мушкетёрского полка. В Русско-шведской войне 1808—1809 гг. отличился в Битве при Оравайсе и был награждён орденом Св. Георгия 4-го класса 
в воздаяние отличного мужества и храбрости, оказанных в сражении против шведов 2 сентября при Оровайсе, где, находясь всегда в сильном огне, подавал собою пример неустрашимости, а при вторичном начатии действия, собрав роты вверенного полка, вступил в дело, удерживая стремление неприятеля, наконец, опрокинув его, гнал до самой позиции, содействуя везде к поражению неприятеля.
Был отмечен как умелый командир в трёхдневных боях при Умео, Севаре и Ратане, за что представлен к награждению орденом Св. Владимира 3-й степени.
В Отечественную войну 1812 года продолжал командовать Пермским мушкетёрским полком, который входил в состав 15-й пехотной дивизии 1-го отдельного корпуса 1-й Западной армии; 20 июля 1812 года получил чин генерал-майора. В бою за селение Головщицу был тяжело ранен пулей в голову и вернулся в действующую армию только через год: назначен командиром 5-й пехотной дивизии. Принимал участие в сражениях и битвах под Лейпцигом, Бар-сюр-Обе, за Лабрессель, под Фер-Шампенуазе, за Роменвиль. Награждён орденом Св. Владимира 2-й степени (18.03.1814).
После окончания войны принял командование 2-й бригадой 5-й пехотной дивизии, а 14 ноября 1817 года назначен командиром 5-й пехотной дивизии. Уволен от службы за ранами с мундиром и пенсионом полного жалования 2 января 1826 года. Жил вместе с семьёй в Санкт-Петербурге. Умер 2 (14) января 1833 года, похоронен в Троице-Сергиевой приморской пустыни.

## Семья

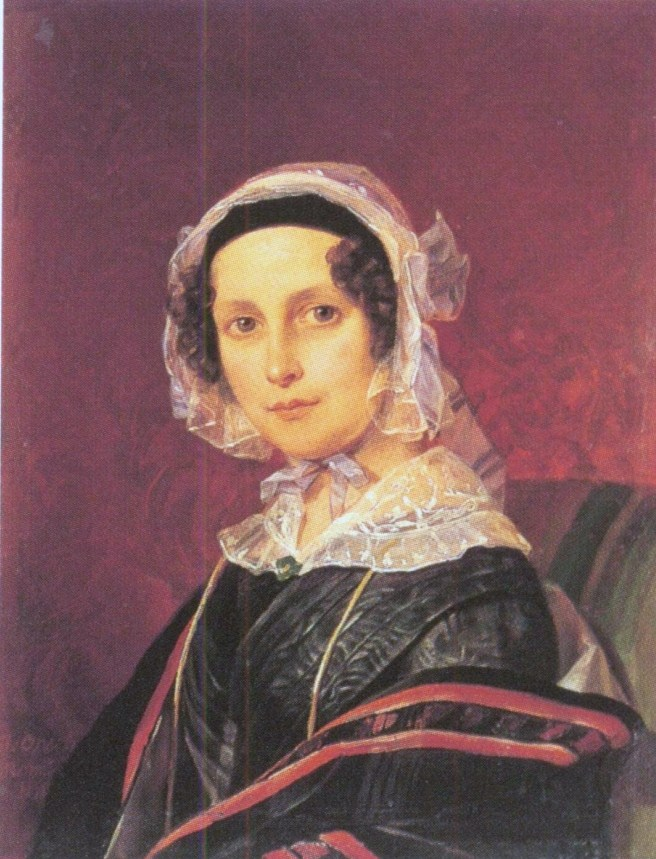
Наталья, дочь

Жена (с 1818 года) — графиня Вера Николаевна Зубова (31.12.1800—27.02.1862), дочь цареубийцы Н. А. Зубова, внучка генералиссимуса А. В. Суворова. У них было четыре дочери и два, оставшихся холостыми, сына:
- Александра (21.04.1819[5]—23.05.1823)

- Наталья (30.11.1820[6]—01.03.1895), крещена 9 декабря 1820 года в Казанском соборе при восприемстве дяди графа А. Н. Зубова и тетки Л. Н. Зубовой; фрейлина, с 1842 года замужем за князем Сергеем Александровичем Оболенским (1819—1882), сыном А. П. Оболенского, принявшим в 1870 году фамилию Оболенского-Нелединского-Мелецкого. По поводу этого брака М. А. Лопухина писала подруге: «Ты помнишь Сергея Оболенского? На свадьбе Софьи Евреиновой он был самый красивый из братьев и в ту пору был студент. Вот он-то недавно и женился. Четыре дня тому назад ему исполнилось двадцать три года, и я полагаю, он не промешкал. Он женился на девице Мезенцевой, племяннице графа Зубова. Дядюшки дали за ней богатое приданое, потому что она имела капиталу всего лишь сто пятьдесят тысяч рублей, а в наше время с этим далеко не уедешь. Вот дядюшки и расщедрились и сделали ей дар в триста тысяч рублей на полное обзаведение дома, т. е. на серебро, фарфор, посуду, хрусталь и разного роду экипажи. Словом, молодым не нужно делать никаких расходов»[7]
- Михаил (12.01.1822[8]—06.08.1888), крещён 22 января 1822 года в Сергиевском соборе при восприемстве графа А. Н. Зубова и графини Н. А. Зубовой; гофмейстер, действительный статский советник, умер от воспаления мозга[9].
- Елизавета (17.08.1823[10]—1852), крещена 27 августа 1823 года в церкви Спаса на Сенной, крестница О. А. Жеребцовой, умерла незамужней.
- Софья (09.06.1825[11]—1914), крещена 21 июня 1825 года в церкви Входа Господня во Иерусалим, что у Лигова канала, при восприемстве сестры Натальи; замужем за генерал-адъютантом Николаем Фёдоровичем Мосальским (1812—1880).
- Николай (1827—1878), генерал-лейтенант, шеф жандармов и главный начальник III отделения; был убит на Михайловской площади в Петербурге С. М. Кравчинским.